# Shukria Asil
Shukria Asil (in arabo شكرية أصيل‎?; XX secolo) è un'attivista afghana per i diritti delle donne..

## Biografia
Nel 2009, è riuscita a far annullare il licenziamento di tre insegnanti donne a Baghlan, che erano state licenziate a causa di informazioni negative pubblicate sul loro conto dal Ministero dell'Istruzione. Dal 2010 è uno dei quattro membri femminili del Consiglio provinciale di Baghlan e dal 2012 è a capo del Dipartimento provinciale di cultura e informazione di Baghlan.
Asil è intervenuta anche nel caso di una ragazza respinta dalla sua famiglia per stupro di gruppo, ricongiungendo con successo la famiglia, nonostante il governatore provinciale l'avesse scoraggiata dal farlo. Suoi altri impegni per i diritti delle donne comprendono la creazione di gruppi di networking per le donne, la lotta per le autoscuole femminili e l'espansione delle opportunità educative per le ragazze.
Ha affrontato minacce di rapimento e morte per il suo lavoro e ha dovuto cambiare indirizzo almeno una volta.
Nel 2010 ha ricevuto il premio International Women of Courage.